# Drunella allegheniensis
Drunella allegheniensis är en dagsländeart som först beskrevs av Jay R. Traver 1934.  Drunella allegheniensis ingår i släktet Drunella och familjen mossdagsländor. Inga underarter finns listade i Catalogue of Life.